# M.D. (roman)
M.D. est un roman de Yann Andréa publié aux éditions de Minuit en 1983.

## Résumé
Le journal d'un jeune homme, spectateur et protagoniste de l'hospitalisation d'un grand écrivain : M.D., à savoir Marguerite Duras. Construit comme une longue lettre adressée à cette dernière, le récit, très descriptif, s'apparente à une lente incantation littéraire qui s'élabore pendant que Duras lutte contre la mort. Crue et poétique, à la fois très intime et universelle, M.D. est une œuvre troublante sur l'admiration littéraire, le pouvoir de l'écriture, la folie et le miracle qui en résulte.

## Critique
Dans Le Figaro, Michel Nuridsany écrit : « Un document exceptionnel, bouleversant - ou un cauchemar. L'histoire d'une descente aux enfers. D'une mort et d'une résurrection. [...] J'ai beaucoup aimé ce beau livre d’amour où la mort rôde, ce livre plein de craintes et de tremblements où le style, comme par osmose, reproduit la scansion particulière de la voix d'un écrivain que nous connaissons plus intimement après avoir lu ce livre terrible et d'une certaine manière radieux. »

## Autour du livre
À propos de ce récit, Yann André déclare, dans Libération : « Je ne crois pas que c'était du Duras, mon livre. Je l'ai fait pour elle, mais je ne voulais plus le publier. Je trouvais ça obscène. C'est elle qui l'a relu, sauvé. Elle a toujours dit que c'était un vrai livre. »

## Éditions
- M.D., éditions de Minuit, 1983, 137 p.  (ISBN 2-7073-0656-8)
  - rééd. coll. « Double », 2006, 144 p.  (ISBN 2-7073-1946-5).